# 熊霜
熊霜（？—前822年），亦称熊伯霜，楚熊嚴之子。熊霜元年（前827年），周宣王初立。熊霜六年（前822年），去世，三弟爭立。仲雪死；叔堪避難於濮，少弟季徇立，是為熊徇。
《清华大学藏战国竹简·楚居》上名为熊相，包山楚简亦有熊相之名，左传州有熊相宜僚、熊相禖，《通志》中有熊相氏，有楚怀王时将军熊相祁，楚威王时人熊相季。另外，汉阳陵陪葬墓亦出土一枚姓氏为“熊相”的私印。则熊相是熊霜的正确名字。
《清华大学藏战国竹简·楚居》中仲雪名熊雪，也是入楚王世系的。《史记》中记载“仲雪死”，仲雪可能初立便死，也有可能作为储君却未能即位就死了。
| 前任： 父熊嚴 | 楚國君主 前828年-前822年 | 繼任： 弟熊徇 |